# Estadi Mustapha Ben Jannet
L'Estadi Mustapha Ben Jannet és un estadi esportiu de la ciutat de Monastir, a Tunísia.
Fou inaugurat l'any 1958. Va ser seu de la Copa d'Àfrica de Nacions 2004. És la seu del club US Monastir, i té una capacitat per a 20.000 espectadors.